# گلب کرژیژانوفسکی
گلب ماکسیمیلیانوویچ کرژیژانوفسکی ( روسی: Глеб Максимилианович Кржижановский)(۲۴ ژانویه ۱۸۷۲ - ۳۱ مارس ۱۹۵۹) یک محقق، سیاست‌مدار، انقلابی بلشویک و همچنین یک اقتصاددان و نویسنده اهل اتحاد جماهیر شوروی بود.
او در یک خانواده اشرافی لهستانی تبار (نام خانوادگی لهستانی: Krzyżanowski ) در سامارا به دنیا آمد. وی بین سال‌های ۱۹۲۱ تا ۱۹۲۳ و مجدداً از سال ۱۹۲۵ تا ۱۹۳۰ رئیس گاسپلن بود و مدیریت اجرای  گولرو(اولین برنامه توسعه اقتصادی سوسیالیستی شوروی) را برعهده داشت. همچنین برنامه پنج-ساله اول شوروی در سال ۱۹۲۸ تحت مدیریت وی تدوین شد. کرژیژانوفسکی از سال ۱۹۲۹ به‌عنوان یک آکادمیسین در آکادمی علوم اتحاد جماهیر شوروی عضویت داشت و در سال ۱۹۵۷ موفق به دریافت نشان قهرمان کار سوسیالیست شد.

## زندگی‌نامه
گلب کرژیژانوفسکی در سال ۱۸۷۲ در یک خانواده روشنفکر در سامارا به دنیا آمد. او در سال ۱۸۸۹ در دانشگاه پلی‌تکنیک پترزبورگ پذیرفته شد و به پترزبورگ نقل مکان کرد. در پترزبورگ با عقاید انقلابی آشنا شد و در سال ۱۸۹۱ وارد حلقه‌های مارکسیستی شد. او در این حلقه‌های مارکسیستی با ولادیمیر لنین آشنا شد و با او دوستی صمیمانه‌ای برقرار کرد. وی به همراه لنین در تحریریه روزنامه رابوتنیک که یک روزنامه چپ رادیکال بود کار می‌کردند.
کرژیژانوفسکی به همراه لنین و دیگر همفکرانش در حلقه مارکسیستی پترزبورگ در دسامبر ۱۸۹۵ بازداشت و ۱۷ ماه را در زندان بدنام بوتیرکا گذراند. او در زندان متن روسی سرود انقلابی وارشاویانکا را نوشت. بعد از زندان وی به همراه لنین به مینوسینسک در سیبری تبعید شد. او در سال ۱۸۹۹ با زینایدا نِوزوروا، یک همفکر مارکسیست که باهم در تبعید سیبری آشنا شده بودند ازدواج کرد. آن‌ها در سامارا ساکن شدند، جایی که کرژیژانوفسکی به‌عنوان مهندس راه‌آهن کار می‌کرد.
در سال ۱۹۰۳ کرژیژانوفسکی یکی از اعضای کمیته مرکزی حزب سوسیال دموکرات کارگری روسیه و یکی از سازمان‌دهندگان دومین کنگره حزب در بروکسل بود، کنگره‌ای که در آن جدایی جناح‌های بلشویک و منشویک اتفاق افتاد. او سپس به ژنو سفر کرد تا برای اتحاد دوباره حزب تلاش نماید ولی در آنجا متوجه شد که اختلافات بسیار عمیق است و دیگر امکان اتحاد مجدد وجود ندارد. در سال ۱۹۰۵ او در سازمان‌دهی سومین کنگره حزب که در لندن برگزار شد مشارکت داشت. کنگره لندن اولین کنگره تمام بلشویکی حزب سوسیال دموکرات کارگری روسیه بود.
کرژیژانوفسکی پس از شکست انقلاب ۱۹۰۵ از فعالیت انقلابی کناره گرفت. او در سال ۱۹۱۰ بر ساخت یک نیروگاه در نزدیکی مسکو نظارت کرد و طرح ساخت یک نیروگاه برق‌آبی در ساراتوف را مطرح کرد. پس از انقلاب فوریه و تأسیس شوراهای کارگران و سربازان در شهرها، او به‌عنوان رئیس کمیته سوخت و انرژی شورای مسکو منصوب شد.
کرژیژانوفسکی در ژانویه ۱۹۲۰ به فعالیت سیاسی سطح اول بازگشت، وقتی که به تشویق لنین مقاله‌ای در پراودا درباره اهمیت صنعت برق نگاشت. وی در فوریه همان سال به ریاست گولرو، کمیته‌ای که وظیفه بازسازی اقتصادی روسیه شوروی با اصول سوسیالیستی را برعهده داشت منصوب شد. وقتی در سال ۱۹۲۱ گاسپلن تأسیس شد و گولرو به یکی از سازمان‌های زیرمجموعه آن تبدیل شد، کرژیژانوفسکی به‌عنوان اولین رئیس گاسپلن منصوب شد. وی بین سال‌های ۱۹۲۴ تا ۱۹۳۹ عضو دائم کمیته مرکزی حزب کمونیست اتحاد شوروی بود.
او یکی از بنیانگذاران آکادمی علوم اتحاد جماهیر شوروی بود و بین سال‌های ۱۹۲۹ تا ۱۹۳۹ در مقام نایب رئیس آکادمی علوم فعالیت داشت. وی در دوران فعالیتش در آکادمی علوم بر پاکسازی آکادمی علوم از آکادمیسین‌های بورژوا نظارت کرد و دانشمندان زیادی را به اتهام اقدامات ضدانقلابی اخراج کرد. کرژیژانوفسکی همچنین یکی از بنیانگذاران و مقاله‌نویسان اولیه دانشنامه بزرگ شوروی بود و مقالات متعددی را در زمینه اقتصاد و صنعت برق در این دانشنامه منتشر کرد.
گلب کرژیژانوفسکی سرانجام در ۳۱ مارس ۱۹۵۹ در مسکو درگذشت. جسدش سوزانده شد و خاکسترش در آرامگاه دیوار کرملین مدفون گردید.